# زابرودی
زابرودی (به لاتین: Zábrodí) یک منطقهٔ مسکونی در جمهوری چک است که در شهرستان ناخود واقع شده‌است. زابرودی ۸٫۲۱ کیلومتر مربع مساحت و ۴۷۳ نفر جمعیت دارد و ۴۱۹ متر بالاتر از سطح دریا واقع شده‌است.